# Rauðisandur

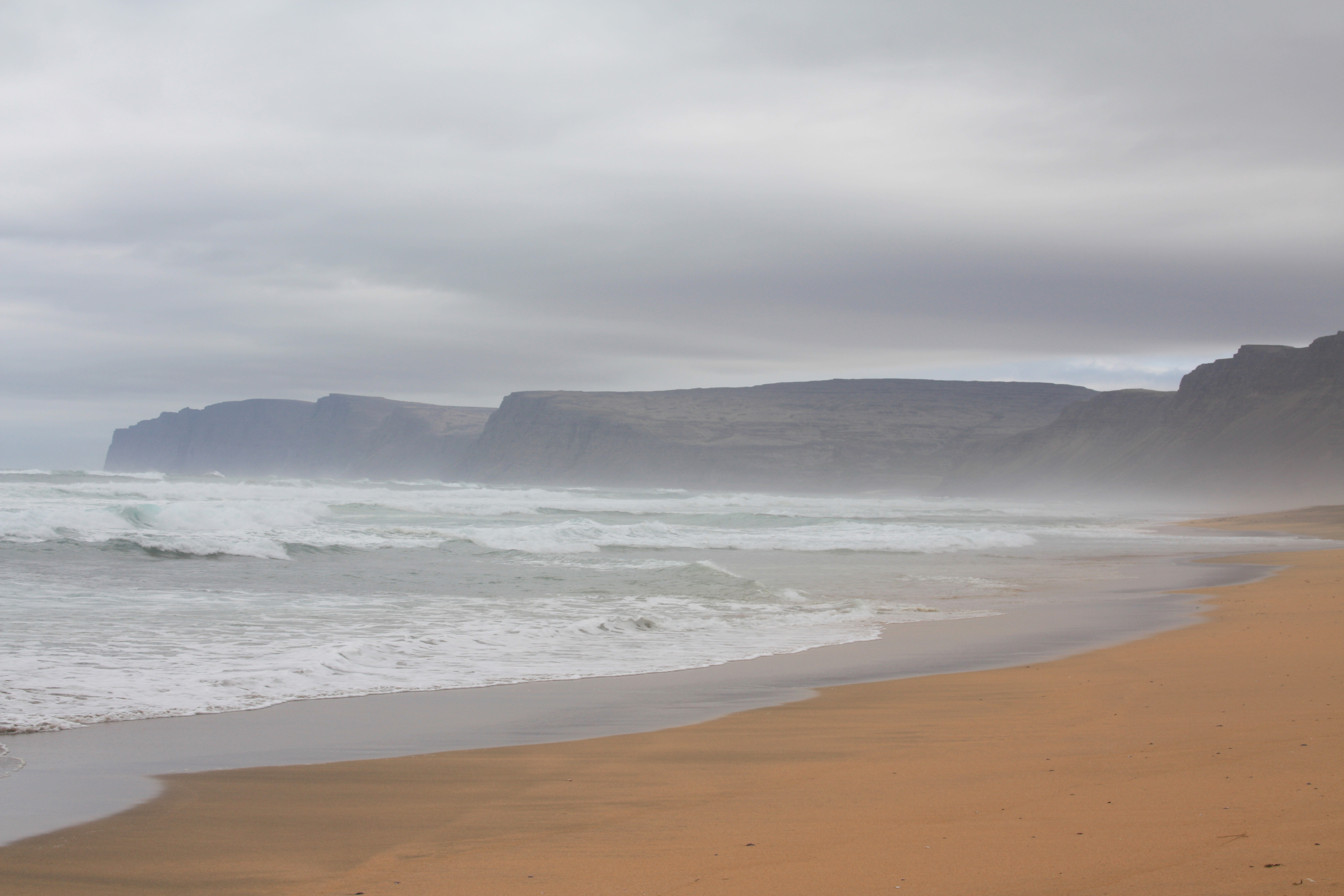
Rauðisandur

Rauðisandur (IJslands voor 'rood zand') is een lang strand in IJsland. Het is gelegen in de regio Vestfirðir (Westfjorden), in het uiterste westelijke deel van het land, 180 km ten noordwesten van de hoofdstad Reykjavík. Het strand dankt zijn naam aan de oranjerode kleur, als gevolg van versleten rode schelpen van Chlamys islandica, die daar in grote hoeveelheden voorkomt.
Het terrein landinwaarts heeft steile kliffen en het achterland is licht heuvelachtig. De dichtstbijzijnde nederzetting is het dorp Patreksfjörður, aan de andere (noord-)zijde van het schiereiland.